# Mistrzostwa Świata w Narciarstwie Alpejskim 2009
Mistrzostwa Świata w Narciarstwie Alpejskim 2009 odbyły się w Val d’Isère, w departamencie Sabaudia, w południowo-wschodniej Francji. Trwały od 2 do 15 lutego 2009 r. Startowało 70 reprezentacji narodowych. FIS wybrał organizatora tych mistrzostw 2 czerwca 2004 roku w Miami. Pozostałymi kandydatami były austriackie Schladming i amerykańskie Vail.

## Reprezentacje uczestniczące w mistrzostwach
W mistrzostwach tych wystartowało łącznie 504 zawodników z 70 krajów.
| - Andora - Argentyna - Armenia - Austria - Australia - Azerbejdżan - Belgia - Białoruś - Bośnia i Hercegowina - Brazylia - Bułgaria - Chile - Chiny - Chorwacja - Czarnogóra - Czechy - Cypr - Dania - Finlandia - Francja - Ghana - Grecja - Gruzja - Hiszpania | - Holandia - Indie - Iran - Irlandia - Islandia - Izrael - Japonia - Kajmany - Kanada - Kazachstan - Kirgistan - Kolumbia - Korea Południowa - Liban - Liechtenstein - Litwa - Luksemburg - Łotwa - Macedonia Północna - Maroko - Meksyk - Mołdawia - Monako - Mongolia | - Nepal - Niemcy - Norwegia - Nowa Zelandia - Polska - Portoryko - Południowa Afryka - Rosja - Rumunia - San Marino - Senegal - Serbia - Słowacja - Słowenia - Stany Zjednoczone - Szwajcaria - Szwecja - Turcja - Ukraina - Węgry - Wielka Brytania - Włochy |

## Wyniki

### Mężczyźni
| Konkurencja               | Data      | Złoto              | Czas    | Srebro          | Czas    | Brąz               | Czas    |
| Supergigant szczegóły     | 4 lutego  | Didier Cuche       | 1:19,41 | Peter Fill      | 1:20,40 | Aksel Lund Svindal | 1:20,43 |
| Zjazd szczegóły           | 7 lutego  | John Kucera        | 2:07,01 | Didier Cuche    | 2:07,05 | Carlo Janka        | 2:07,18 |
| Superkombinacja szczegóły | 9 lutego  | Aksel Lund Svindal | 2:23,00 | Julien Lizeroux | 2:23,90 | Natko Zrnčić-Dim   | 2:24,58 |
| Slalom gigant szczegóły   | 13 lutego | Carlo Janka        | 2:18,82 | Benjamin Raich  | 2:19,53 | Ted Ligety         | 2:19,81 |
| Slalom szczegóły          | 15 lutego | Manfred Pranger    | 1:44,17 | Julien Lizeroux | 1:44,48 | Michael Janyk      | 1:45,70 |

### Kobiety
| Konkurencja               | Data      | Złoto          | Czas    | Srebro                | Czas    | Brąz               | Czas    |
| Supergigant szczegóły     | 3 lutego  | Lindsey Vonn   | 1:20,73 | Marie Marchand-Arvier | 1:21,07 | Andrea Fischbacher | 1:21,13 |
| Superkombinacja szczegóły | 6 lutego  | Kathrin Zettel | 2:20,13 | Lara Gut              | 2:20,69 | Elisabeth Görgl    | 2:21,01 |
| Zjazd szczegóły           | 9 lutego  | Lindsey Vonn   | 1:30,31 | Lara Gut              | 1:30,83 | Nadia Fanchini     | 1:30,88 |
| Slalom gigant szczegóły   | 12 lutego | Kathrin Hölzl  | 2:03,49 | Tina Maze             | 2:03,58 | Tanja Poutiainen   | 2:04,03 |
| Slalom szczegóły          | 14 lutego | Maria Riesch   | 1:51,80 | Šárka Záhrobská       | 1:52,57 | Tanja Poutiainen   | 1:52,89 |

### Drużynowo
- Konkurencja nie odbyła się (nadmierne opady śniegu i burza śnieżna, która w noc poprzedzającą zawody nawiedziła francuską miejscowość uniemożliwiła przygotowanie tras).

## Reprezentacja Polski
- Maciej Bydliński – 41. (supergigant), 23. (superkombinacja), BDSQ1 (gigant), DNF1 (slalom)
- Agnieszka Gąsienica-Daniel – 38. (slalom), 34. (gigant)
- Katarzyna Karasińska – 23. (slalom), 38. (gigant)
- Aleksandra Kluś – 24. (slalom), 45. (gigant)

## Tabela medalowa
| Lp. | Państwo           | złoto | srebro | brąz | razem |
| --- | ----------------- | ----- | ------ | ---- | ----- |
| 1   | Szwajcaria        | 2     | 3      | 1    | 6     |
| 2   | Austria           | 2     | 1      | 2    | 5     |
| 3   | Stany Zjednoczone | 2     | 0      | 1    | 3     |
| 4   | Niemcy            | 2     | 0      | 0    | 2     |
| 5   | Kanada            | 1     | 0      | 1    | 2     |
|     | Norwegia          | 1     | 0      | 1    | 2     |
| 7   | Francja           | 0     | 3      | 0    | 3     |
| 8   | Włochy            | 0     | 1      | 1    | 2     |
| 9   | Czechy            | 0     | 1      | 0    | 1     |
|     | Słowenia          | 0     | 1      | 0    | 1     |
| 11  | Finlandia         | 0     | 0      | 2    | 2     |
| 12  | Chorwacja         | 0     | 0      | 1    | 1     |